# مارام‌بیتمن
مارام‌بیتمن (به انگلیسی: Murrumbateman) یک شهرک در استرالیا است که در نیو ساوت ولز واقع شده‌است.